# Първи артилерийски полк (1889 – 1945)
Вижте пояснителната страница за други значения на Първи артилерийски полк.
Първи артилерийски полк е български артилерийски полк, формиран в началото на 1889 година, взел участие в Балканската (1912 – 1913), Междусъюзническата (1913), Първата (1915 – 1918) и Втората световна война (1941 – 1945).

## Формиране
Историята на полка започва в началото на 1889 година, когато по идея на началника на артилерията майор Тантилов от четири дружини и един планински взвод от 4-ти артилерийски полк съгласно указ №10 в София е формиран Първи артилерийски полк. На 16 октомври 1891 г. умира командирът на полка майор Козаров.
Служащи в полка са ангажирани в управлението на обществения ред в Севлиево по време на изборите за IX обикновено народно събрание през 1896 г.

## Балкански войни (1912 – 1913)
Полкът е мобилизиран на 17 септември 1912 година за участие в Балканската война (1912 – 1913). Влиза в състава на Пета пехотна дунавска дивизия от Трета армия и е под командването на полковник Пантелей Парасков. Полкът формира и военновременния 1-ви нескорострелен артилерийски полк. След края на Междусъюзническата война (1913) на 21 август 1913 е демобилизиран в Разград.

### Първи нескорострелен артилерийски полк
Първи нескорострелен артилерийски полк е формиран в Разград на 17 септември 1912 година в състав от две артилерийски отделения и една паркова батарея. Влиза в състава на 5-а пехотна дунавска дивизия и се командва от подполковник Константин Арабов. Демобилизиран и разформиран е след края на Междусъюзничекста война (1913) на 21 август 1913 година в Разград.

## Първа световна война (1915 – 1918)
Мобилизиран е отново през септември 1915 година и взема участие в Първата световна война (1915 – 1918). Заедно с формирания от него 11-и артилерийски полк влиза в състава на 5-а артилерийска бригада (Пета пехотна дунавска дивизия от Втора армия) и се командва от подполковник Зафир Чобанов. За командир на бригадата е назначен полковник Владимир Вазов. Полкът формира и 5-о полско нескорострелно артилерийско отделение. След края на войната на 14 октомври 1918 година се демобилизира.
При намесата на България във войната полкът разполага със следния числен състав, добитък, обоз и въоръжение:
| Числен състав                                                  | Добитък              | Обоз                              | Въоръжение                                    |
| -------------------------------------------------------------- | -------------------- | --------------------------------- | --------------------------------------------- |
| Батареи: 8 Офицери: 26 Чиновници: 2 Подофицери и войници: 1642 | Коне: 1360 Волове: 2 | Обикновени коли: 176 Специални: 3 | Пушки и карабини: 129 Полски с. с. оръдия: 24 |

## Между двете световни войни
През 1920 година в изпълнение на клаузите на Ньойския мирен договор полкът е реорганизиран в 1-во артилерийско отделение и изпратен на гарнизон в Севлиево. През 1927 година отново е реорганизиран в 1-ви артилерийски полк, а през 1935 година става дивизионен полк от 9-а пехотна плевенска дивизия под наименованието Девети дивизионен артилерийски полк.

## Втора световна война (1941 – 1945)
През Втора световна война (1941 – 1945) полкът участва в акции срещу партизаните в Троянско, Ловешко, Севлиевско, както и в Балванската битка (28-29 март 1944). Взема участие в първата фаза на заключителния етап на войната под командването на подполковник Цеко Дамянов, като само 4-то товарно артилерийско отделение е придадено на 36-и пехотен козлодуйски полк. В тази фаза подкрепя действията на 34-ти пехотен троянски полк в Нишката (8 октомври - 14 октомври 1944) и Косовската операция (21 октомври – 21 ноември 1944). През тази фаза на войната полкът дава 31 убити.
За участие във втората фаза формира 4-та армейска артилерийска попълваща батарея.

## Наименования
През годините полкът носи различни имена според претърпените реорганизации:
- Първи артилерийски полк (1889 – 1912)
- Първи скорострелен артилерийски полк (1912 – 1913)
- Първи артилерийски полк (1913 – 1915)
- Първи скорострелен артилерийски полк (1915 – 1919)
- Първи артилерийски полк (1919 – 1920)
- Първо артилерийско отделение (1920 – 1927)
- Първи артилерийски полк (1927 – 1935)
- Девети дивизионен артилерийски полк (1935 – 1945)

## Командири
Званията са към датата на заемане на длъжността.
| №  | звание       | име               | дати                      |
| -- | ------------ | ----------------- | ------------------------- |
| 1. | Майор        | Илия Козаров      | 19.1.1889 - 16.10.1891    |
|    | Майор        | Велизар Пеев      | към 14 февруари 1892      |
|    | Майор        | Васил Събев       | към 1892 и към 1904       |
|    | Полковник    | Иван Шишков       | 7 май 1903 – 5 април 1912 |
|    | Полковник    | Пантелей Парасков | Балканска война           |
|    | Подполковник | Зафир Чобанов     | Първа световна война      |
|    | Полковник    | Димитър Атанасов  | 1927 – 1929               |
|    | Подполковник | Никола Боев       | 1936 – 10 ноември 1939    |
|    | Подполковник | Андрей Андреев    | от 10 ноември 1939        |
|    | Подполковник | Христо Феслийски  | 1941 – 1944?              |
|    | Подполковник | Цеко Дамянов      | от 1944                   |

Други командири: Димитър Начев, Илия Димитриев